# Mastic Scum
Mastic Scum ist eine Metal-Band aus Wien. Stilistisch bewegen sich Mastic Scum zwischen Death-Metal, Hardcore, Grindcore und auch Industrial Metal.
Die Band wurde 1992 gegründet und stammt ursprünglich aus Salzburg. Gründungsmitglied Harry Gandler (Gitarre), sowie Dominique Heine (Bass) und Stephan Huber (Schlagzeug) leben in Wien. Sänger Markus „Maggo“ Wenzel lebt in Innsbruck.

## Bandgeschichte
Mastic Scum wurde 1992 als Death-Metal-Band mit Hardcore-Punk-Einflüssen in Salzburg gegründet und veröffentlichte noch im gleichen Jahr ein Demo. Das Line-up bestand aus den Brüdern Harry Gandler (Gitarre) und Man Gandler (Schlagzeug), dem Sänger Will und Bassist Christian „Linga“ Moser. 1993 unterschrieb die Band beim deutschen Label Rødel Records, die die 12’’-EP Ephemeral Cerebral Butchery (1993) und die 7’’-EP Tilt (1996) veröffentlichten. Als Bassist ersetzte Steff Moser seinen Bruder Christian. Mit ihrem 1994er Demo begann die Gruppe mehr in Richtung Grindcore zu tendieren. Über die D.I.Y-Szene wurde ein Live-Tape, sowie mehrere Split-Veröffentlichungen (unter anderem mit Rotten Sound, Haemorrhage, Fleshless) über diverse Independent-Labels herausgebracht, die die Band international bekannt machten. Man Gandler arbeitete als Session-Schlagzeuger für die Band Belphegor, für die er Blutsabbath (1997) und Necrodaemon Terrorsathan (2000) eintrommelte.
1999 erschien das Debütalbum Zero auf dem deutschen Label Noise V. Die Band spielt außerdem auf dem Fuck the Commerce-Festival. Mittlerweile traten zum Grindcore-Stil diverse Crossover-Elemente hinzu. Nach einer Europatour durch Deutschland und die Niederlande unterschrieb die Band einen Plattenvertrag bei Cudgel Agency (Organisatoren des Fuck-the-Commerce- und des Party.San-Festivals) und veröffentlichte dort das 2. Album Scar. 2003 spielt die Gruppe eine Europa-Tournee im Vorprogramm von Master und Lividity.
2004 kam nun Alex de Court als neuer Bassist zur Band hinzu. Es folgten zwei Konzerte in den U.S.A., unter anderem am Central Illinois Metalfest. Mit dem 2005er Album MIND, das ebenfalls auf dem Label Cudgel Agency erschien, wandte sich die Band stilistisch stärker dem Death Metal zu. Für die Produktion wurde mit Gerhard Vellusig (Fast Forward Studio) und Horst Pfaffelmayer (Goldchamber Mastering) zusammengearbeitet.
Zum 15-jährigen Bandjubiläum erschien im Frühjahr 2007 die Kompilation The EP’s Collection 1993-2002 auf dem Label Power It Up. Auf dieser CD sind alle Vinyl-Veröffentlichungen der Band von 1993 bis 2002 enthalten. Darauf folgte eine 15th Anniversary Festival Tour in Europe. 2008 änderte sich mit Boris „Bobby B. Bastard“ Balogh (Bass) und Markus „Maggo“ Wenzel (Sänger) (Inzest, Tristwood) das Line-up.
Das 2009er Album Dust, welches auf Twilight Records erschien, setzte beim Vorgänger an und bot technischen Death Metal, der nur noch wenige Grindcore-Anleihen enthielt. Es folgte eine Europa-Tournee mit Vader und Marduk. Danach wurde Boris Balogh durch Alex Schmid (auch bei der Wiener Death-Metal-Band Days of Loss) ersetzt.
2010 wurde Mastic Scum in der Kategorie Hard & Heavy für den Amadeus Austrian Music Award nominiert, musste sich aber Kontrust geschlagen geben.
Im Frühjahr 2012 unterschrieb die Band einen Plattenvertrag bei dem deutschen Label Massacre Records. Das 5. Studio-Album CTRL erschien am 6. Dezember 2013 und setzte beim Vorgänger an. Es bietet technischen Death Metal mit vermehrt Industrial Elementen. Für die Produktion wurde mit Tue Madsen (Antfarm Studio) und Mike Kronstorfer (Metalforge Studio) zusammengearbeitet. Das Artwork wurde von Lukas Lancko (IsisDesignStudio) entworfen. Für dieses Album wurden insgesamt drei offizielle Videoclips, Controlled Collapse, Dehumanized und Cause & Effect, veröffentlicht.
2016 erschien die DVD Rage [Live & Rare] mit einem Live-Konzert aus der Szene Wien, 9 offizielle Videoclips und Bonusmaterial mit insgesamt über 180 min. Länge, welche auf Grindwork Production veröffentlicht wurde. Das Artwork für die DVD wurde erneut von Lukas Lancko (IsisDesignStudio) entworfen.
Im Frühjahr 2017 kam es zu einem Besetzungswechsel am Bass, Alex Schmid wurde durch Wolfgang Rothbauer (Thirdmoon, In Slumber, GodHateCode). Im Herbst erschien die Split 7" EP Defy mit Head Cleaner, die auf Screaming Victims Records veröffentlicht wurde. Das Material enthält wieder mehr Grindcore-Elemente und erinnert an frühere Tage der Band.
Das aktuelle 6. Album „ICON“ wurde am 7. Oktober 2022 via MDD Records veröffentlicht. Für die Produktion wurde wieder mit Mike Kronstorfer (Metalforge Studio) zusammengearbeitet, das Artwork wurde von GSDsign entworfen. Das Album bietet technischen Death Metal mit vermehrt Industrial Elementen und wird von der Presse sehr gelobt. Im Frühjahr 2023 kam Dominique Heine (Catastrofear, Locracy) als neuer Bassist dazu und darauf folgten viele Konzerte durch ganz Europa als Promotion für das neue Album. Für dieses Album wurden auch insgesamt vier offizielle Videoclips, Slavebreed, Digital Dementia, Create And Destroy und Room 23, veröffentlicht.
Im Jahr 2024 spielte die Band mehrere Festivals ohne Man Gandler am Schlagzeug. Stephan Huber sowie Eugene Ryabchenko haben ihn ersetzt. Anfang 2025 hat Man Gandler die Band verlassen, und Stephan Huber ist als Schlagzeuger beigetreten. Im Frühjahr 2025 hat die Band mit der Arbeit am siebten Album begonnen, das für Herbst 2026 geplant ist.

## Diskografie

### Demos
- 1992: Demo 92
- 1994: Demo 10/94

### Alben
- 1999: Zero (Noise Variations)
- 2002: Scar (Cudgel Agency)
- 2005: Mind (Cudgel Agency)
- 2009: Dust (Twilight Records)
- 2013: CTRL (Massacre Records)
- 2022: ICON (MDD Records)

### EPs & Tapes & DVDs
- 1993: Ephemeral Cerebral Butchery (12" EP, Rødel Records)
- 1995: Tilt (7" EP, Rødel Records)
- 1996: Live (Tape, Obliteration Records)
- 2007: The EP’s Collection 1993-2002 (CD, Power It Up Records)
- 2016: Rage [Live & Rare] (DVD, Grindwork Production)
- 2019: Tape (Tape, Extreme Terror Productions)

### Splitveröffentlichungen
- 1996: mit Fleshless: Fake/Free Off Pain (Split-CD, Ohne Maulkorb Production)
- 1996: mit Malignant Tumour: Riot (Split-EP, Epidemie Production)
- 1997: mit Mixomatosis: Pure (Split-Tape, Capeet Tapes)
- 1997: mit Nuclear Grinder und Cripple Bastards: Split (Split-Tape, Impregnate Production)
- 1997: mit Blockheads: Fear (Split-EP, Stuhlgang Records)
- 1998: mit Senseless: Hurt (Split-Tape, Fecal Forces Prod.)
- 1998: mit C.S.S.O.: Rape (Split-EP, Ohne Maulkorb Production)
- 2001: mit Haemorrhage: Reek (Split-Tape, Shindy Productions)
- 2002: mit Rotten Sound: Crap (Split-EP, Cudgel Agency)
- 2017: mit Head Cleaner: Defy (Split-EP, Screaming Victims Records)